# Canottaggio ai Giochi della XXV Olimpiade
Le gare di canottaggio dei Giochi della XXV Olimpiade si sono svolte al Lago di Banyoles nella Provincia di Gerona tra il 27 luglio al 6 agosto 1992. Sono stati disputati 14 eventi, 8 maschili e 6 femminili.

## Podi

### Uomini
| Evento                       | Oro | Perform. | Argento | Perform. | Bronzo | Perform. |
| Singolo (dettagli)           | Thomas Lange | 6'51"40  | Václav Chalupa | 6'52"93  | Kajetan Broniewski | 6'56"92  |
| Due di coppia (dettagli)     | Australia Peter Antonie Stephen Hawkins | 6'17"32  | Austria Arnold Jonke Christoph Zerbst                                                                                                   | 6'18"42  | Paesi Bassi Nico Rienks Henk-Jan Zwolle | 6'22"82  |
| Quattro di coppia (dettagli) | Germania Andreas Hajek Michael Steinbach Stephan Volkert André Willms                                                                      | 5'45"17  | Norvegia Kjetil Undset Per Sætersdal Lars Bjønness Rolf Thorsen                                                                         | 5'47"09  | Italia Alessandro Corona Gianluca Farina Rossano Galtarossa Filippo Soffici                                                                      | 5'47"33  |
| Due senza (dettagli)         | Regno Unito Matthew Pinsent Steve Redgrave                                                                                                 | 6'27"72  | Germania Colin von Ettingshausen Peter Hoeltzenbein                                                                                     | 6'32"68  | Slovenia Iztok Čop Denis Žvegelj | 6'33"43  |
| Due con (dettagli)           | Regno Unito Garry Herbert Greg Searle Jonny Searle                                                                                         | 6'49"83  | Italia Giuseppe Di Capua Carmine Abbagnale Giuseppe Abbagnale                                                                           | 6'50"98  | Romania Dumitru Răducanu Dimitrie Popescu Nicolae Țaga                                                                                           | 6'51"58  |
| Quattro senza (dettagli)     | Australia Andrew Cooper Nick Green Mike McKay James Tomkins                                                                                | 5'55"04  | Stati Uniti Jeffrey McLaughlin William Burden Thomas Bohrer Patrick Manning                                                             | 5'56"68  | Slovenia Milan Janša Sadik Mujkič Sašo Mirjanič Janez Klemenčič                                                                                  | 5'58"24  |
| Quattro con (dettagli)       | Romania Iulică Ruican Viorel Talapan Dimitrie Popescu Dumitru Răducanu Nicolae Țaga                                                        | 5'59"37  | Germania Ralf Brudel Uwe Kellner Thoralf Peters Karsten Finger Hendrik Reiher                                                           | 6'00"34  | Polonia Wojciech Jankowski Maciej Łasicki Jacek Streich Tomasz Tomiak Michał Cieślak                                                             | 6'03"27  |
| Otto con (dettagli)          | Canada Darren Barber Andrew Crosby Michael Forgeron Robert Marland Terrence Paul Derek Porter Michael Rascher Bruce Robertson John Wallace | 5'29"53  | Romania Iulică Ruican Viorel Talapan Vasile Năstase Gabriel Marin Dănuț Dobre Valentin Robu Vasile Măstăcan Ioan Vizitiu Marin Gheorghe | 5'29"67  | Germania Roland Baar Armin Eichholz Detlef Kirchhoff Manfred Klein Bahne Rabe Frank Richter Hans Sennewald Thorsten Streppelhoff Ansgar Wessling | 5'31"00  |

### Donne
| Evento                       | Oro | Perform. | Argento | Perform. | Bronzo | Perform. |
| Singolo (dettagli)           | Elisabeta Lipă | 7:25"54  | Annelies Bredael | 7:26"64  | Silken Laumann | 7:28"85  |
| Due di coppia (dettagli)     | Germania Kerstin Köppen Kathrin Boron | 6'49"00  | Romania Veronica Cochela Elisabeta Lipă | 6'51"47  | Cina Gu Xiaoli Lu Huali | 6'55"16  |
| Quattro di coppia (dettagli) | Germania Sybille Schmidt Birgit Peter Kerstin Müller Kristina Mundt                                                                               | 6'20"18  | Romania Anişoara Dobre Doina Ignat Constanța Burcică Veronica Cochela                                                                        | 6'24"34  | Squadra Unificata Antonina Zelikovich Tetiana Ustiuzhanina Ekaterina Karsten Alena Chlopcava                                                               | 6'25"07  |
| Due senza (dettagli)         | Canada Kathleen Heddle Marnie McBean | 7:06"22  | Germania Ingeburg Schwerzmann Stefani Werremeier                                                                                             | 7:07"96  | Stati Uniti Stephanie Pierson Anna Seaton | 7:07"96  |
| Quattro senza (dettagli)     | Canada Kirsten Barnes Jessica Monroe Brenda Taylor Kay Worthington                                                                                | 6'30"85  | Stati Uniti Shelagh Donohoe Cynthia Eckert Carol Feeney Amy Fuller                                                                           | 6'31"86  | Germania Antje Frank Annette Hohn Gabriele Mehl Birte Siech                                                                                                | 6'32"34  |
| Otto con (dettagli)          | Canada Kirsten Barnes Shannon Crawford Megan Delehanty Kathleen Heddle Marnie McBean Jessica Monroe Brenda Taylor Lesley Thompson Kay Worthington | 6'02"62  | Romania Viorica Neculai Adriana Bazon Maria Păduraru Iulia Bulie Doina Robu Victoria Lepădatu Doina Șnep-Bălan Elena Georgescu Ioana Olteanu | 6'06"26  | Germania Sylvia Dördelmann Kathrin Haacker Christiane Harzendorf Daniela Neunast Cerstin Petersmann Dana Pyritz Annegret Strauch Ute Wagner Judith Zeidler | 6'07"80  |

## Medagliere
| Pos.   | Paese             | Oro | Argento | Bronzo | Totale |
| ------ | ----------------- | --- | ------- | ------ | ------ |
| 1      | Germania          | 4   | 3       | 3      | 10     |
| 2      | Canada            | 4   | 0       | 1      | 4      |
| 3      | Romania           | 2   | 4       | 1      | 7      |
| 4      | Australia         | 2   | 0       | 0      | 2      |
| 4      | Regno Unito       | 2   | 0       | 0      | 2      |
| 6      | Stati Uniti       | 0   | 2       | 1      | 3      |
| 7      | Italia            | 0   | 1       | 1      | 2      |
| 8      | Austria           | 0   | 1       | 0      | 1      |
| 8      | Belgio            | 0   | 1       | 0      | 1      |
| 8      | Cecoslovacchia    | 0   | 1       | 0      | 1      |
| 8      | Norvegia          | 0   | 1       | 0      | 1      |
| 12     | Polonia           | 0   | 0       | 2      | 2      |
| 12     | Slovenia          | 0   | 0       | 2      | 2      |
| 14     | Cina              | 0   | 0       | 1      | 1      |
| 14     | Paesi Bassi       | 0   | 0       | 1      | 1      |
| 14     | Squadra Unificata | 0   | 0       | 1      | 1      |
| Totale | Totale            | 14  | 14      | 14     | 42     |